# Caroline Hamann (Fußballspielerin)
Caroline Hamann (* 2. November 1987 in Schwedt/Oder) ist eine deutsche Fußballspielerin.
Hamann begann nach dem Umzug aus Brandenburg nach Nordrhein-Westfalen beim FC Wattenscheid-Ost und der SG Wattenscheid 09 in den Jugendteams das Fußballspielen. Von 2008 bis 2015 spielte sie für die SGS Essen in der Bundesliga.